# Ngữ tộc Hán
Ngữ tộc Hán (tiếng Anh: Sinitic languages hoặc Chinese languages; tiếng Trung: 漢語族; âm Hán Việt: Hán ngữ tộc) là nhóm các ngôn ngữ thường mặc nhiên công nhận là một trong hai phân nhóm chính của ngữ hệ Hán-Tạng.
Tiếng Bạch của người Bạch có thể được coi là một ngôn ngữ Hán dù họ không phải người Hán, mặc dù phân loại này còn gây tranh cãi; Tuy nhiên, thuật ngữ này được sử dụng tương đương với "tiếng Hán" và thường được sử dụng trái ngược với thuật ngữ "phương ngữ tiếng Hán" để truyền đạt ý tưởng rằng đây là các ngôn ngữ độc lập, không phải là phương ngữ của cùng một ngôn ngữ.

## Ngôn ngữ
Giả sử rằng tiếng Bạch là một ngôn ngữ Hán, nó có lẽ tách biệt với các ngôn ngữ còn lại của nhóm từ thời tiếng Hán thượng cổ (nhà Thương), tuy nhiên điều này vẫn làm gây ra tranh cãi. Vào thời tiếng Hán trung cổ các ngôn ngữ được sử dụng bởi người Mân (Phúc Kiến) cũng tách ra. Các ngôn ngữ có gốc Hán bao gồm Quan thoại, tiếng Ngô, tiếng Khách Gia và tiếng Quảng Đông. Khi nhiều tác phẩm so sánh đang được thực hiện, một số "phương ngữ" bổ sung được phát hiện có thể thông hiểu lẫn nhau với "ngôn ngữ mẹ"; ngôn ngữ cuối cùng được tách ra thành ngôn ngữ độc lập là tiếng Huy Châu, tiếng Tấn, Bình thoại và tiếng Hải Nam, mặc dù không phải tất cả các phương ngữ của tiếng Ngô và tiếng Quảng Đông dễ thông hiểu lẫn nhau, chí ít chúng có thể thông hiểu lẫn nhau với mức độ rất hạn chế. Một số phương ngữ chưa được phân loại có liên quan với tiếng Trung Quốc. 
|  | Mân Bắc      |
|  |              |
|  | Mân Đông     |
|  |              |
|  | Mân Trung    |
|  |              |
|  | Mân Phủ Tiên |
|  |              |
|  | Mân Nam      |
|  |              |

|  | Quan       |
|  |            |
|  | Ngô        |
|  |            |
|  | Cám        |
|  |            |
|  | Tương      |
|  |            |
|  | Quảng Đông |
|  |            |

|  | Mân Bắc      |
|  |              |
|  | Mân Đông     |
|  |              |
|  | Mân Trung    |
|  |              |
|  | Mân Phủ Tiên |
|  |              |
|  | Mân Nam      |
|  |              |

|  | Quan       |
|  |            |
|  | Ngô        |
|  |            |
|  | Cám        |
|  |            |
|  | Tương      |
|  |            |
|  | Quảng Đông |
|  |            |

|  | ? Tiếng Bạch |
|  |              |

|  | Mân Bắc      |
|  |              |
|  | Mân Đông     |
|  |              |
|  | Mân Trung    |
|  |              |
|  | Mân Phủ Tiên |
|  |              |
|  | Mân Nam      |
|  |              |

|  | Quan       |
|  |            |
|  | Ngô        |
|  |            |
|  | Cám        |
|  |            |
|  | Tương      |
|  |            |
|  | Quảng Đông |
|  |            |

|  | Mân Bắc      |
|  |              |
|  | Mân Đông     |
|  |              |
|  | Mân Trung    |
|  |              |
|  | Mân Phủ Tiên |
|  |              |
|  | Mân Nam      |
|  |              |

|  | Quan       |
|  |            |
|  | Ngô        |
|  |            |
|  | Cám        |
|  |            |
|  | Tương      |
|  |            |
|  | Quảng Đông |
|  |            |

|  | ? Tiếng Bạch |
|  |              |

|  | Mân Bắc      |
|  |              |
|  | Mân Đông     |
|  |              |
|  | Mân Trung    |
|  |              |
|  | Mân Phủ Tiên |
|  |              |
|  | Mân Nam      |
|  |              |

|  | Quan       |
|  |            |
|  | Ngô        |
|  |            |
|  | Cám        |
|  |            |
|  | Tương      |
|  |            |
|  | Quảng Đông |
|  |            |

|  | Mân Bắc      |
|  |              |
|  | Mân Đông     |
|  |              |
|  | Mân Trung    |
|  |              |
|  | Mân Phủ Tiên |
|  |              |
|  | Mân Nam      |
|  |              |

|  | Quan       |
|  |            |
|  | Ngô        |
|  |            |
|  | Cám        |
|  |            |
|  | Tương      |
|  |            |
|  | Quảng Đông |
|  |            |

|  | ? Tiếng Bạch |
|  |              |

|  | Mân Bắc      |
|  |              |
|  | Mân Đông     |
|  |              |
|  | Mân Trung    |
|  |              |
|  | Mân Phủ Tiên |
|  |              |
|  | Mân Nam      |
|  |              |

|  | Quan       |
|  |            |
|  | Ngô        |
|  |            |
|  | Cám        |
|  |            |
|  | Tương      |
|  |            |
|  | Quảng Đông |
|  |            |

|  | Mân Bắc      |
|  |              |
|  | Mân Đông     |
|  |              |
|  | Mân Trung    |
|  |              |
|  | Mân Phủ Tiên |
|  |              |
|  | Mân Nam      |
|  |              |

|  | Quan       |
|  |            |
|  | Ngô        |
|  |            |
|  | Cám        |
|  |            |
|  | Tương      |
|  |            |
|  | Quảng Đông |
|  |            |

|  | ? Tiếng Bạch |
|  |              |